# South California purples
South California purples is een nummer van Chicago. Het is afkomstig van het album Chicago Transit Authority.
Het nummer begint met een citaat van de openingszin van het lied I Am the Walrus van The Beatles: "I am he as you are he as you are me and we are all together". Het lied echter over liefdesverdriet, maar ook enigszins heimwee. De zanger is zijn liefde kwijtgeraakt en hoopte er op, dat het weer in Californië hem goed zou doen. Daar eenmaal aangekomen, blijkt het liefdesverdriet ervoor te zorgen, dat hij het zonnige weer tot somber inschat.  
Chicago improviseerde in hun begintijd veelvuldig. Bij de uitvoering en opnames van de concertreeks in Carnegie Hall voor Chicago IV werd het nummer opgerekt tot langer dan 15 minuten.